# Drogenbos
Drogenbos (prononcé en français : [dʁoɡənbɔs], ancienne graphie Drogenbosch ou Droogenbosch) est une commune néerlandophone à facilités de Belgique située en Région flamande dans la province du Brabant flamand.
Limitrophe de la Région de Bruxelles-Capitale, elle est l'une des six communes à facilités de la périphérie bruxelloise ayant des facilités linguistiques pour sa population francophone.
Drogenbos fait partie de l'arrondissement administratif de Hal-Vilvorde et de l'arrondissement judiciaire et électoral bilingue de Bruxelles-Hal-Vilvorde. La commune fait partie de ce qui est appelé la périphérie sud (Zuidrand) de Bruxelles.

## Géographie
|                    | Anderlecht (Région de Bruxelles-Capitale) | Forest (Région de Bruxelles-Capitale) |
| Leeuw-Saint-Pierre | Drogenbos                                 | Uccle (Région de Bruxelles-Capitale)  |
|                    | Beersel                                   |                                       |

Drogenbos est limitrophe des communes suivantes :
- Linkebeek, Beersel et Leeuw-Saint-Pierre, en Région flamande ;
- Anderlecht, Forest et Uccle, en Région de Bruxelles-Capitale.

La localité est traversée par la Senne où le Linkebeek et le Geleytsbeek affluent.
Son territoire est constitué par une étroite bande de 4 000 m de long sur 150 m dans sa partie la plus étroite et sur 900 m dans sa partie la plus large. La superficie de Drogenbos est de 2,9 km.
Transport. La localisation de Drogenbos à proximité de Bruxelles et sur le parcours du canal Charleroi-Bruxelles et du chemin de fer de la SNCB, a incité, dès la fin du XIXe siècle, de nombreuses industries à s’y installer, provoquant un rapide accroissement démographique.
La commune est desservie par la ligne 82 des tramways bruxellois, qui compte trois arrêts (Rodts, Grand'Route et Drogenbos). Ce tram est géré par la STIB (Société des transports intercommunaux de Bruxelles).

## Langue
La langue officielle est le néerlandais et des facilités linguistiques ont été accordées aux francophones dans les années 1960. L'enquête Kluft-Jaspers de 1969 révèle à cette époque une population composée à plus de 50 % de francophones. Actuellement, les francophones représentent environ 75 % de la population de la commune,.

## Démographie
- Source : DGS, de 1831 à 1981 = recensements population ; à partir de 1990 = nombre d'habitants chaque 1er janvier.[8]

## Histoire
Les origines du village remontent au XIe siècle ; érigé en bordure de la Senne, il a fait partie du bailliage de Rhode-Saint-Genèse. Ensuite, Drogenbos est devenu un hameau de la commune d' Uccle. 
Les ducs d’Aremberg sont les derniers seigneurs du village de 1691 à 1798. Drogenbos devient une commune en 1798 sous le régime français .

## Patrimoine
- L'église Saint-Nicolas de Drogenbos est de style gothique brabançon. L'architecte des parties les plus anciennes (milieu du XIVe siècle) est Jan van Lier. Le bâtiment a été classé en 1938 et le site l'a été en 1945 [10]. Le site comprend deux ifs communs (Taxus baccata) âgés, remarquables par leurs dimensions impressionnantes.

- L'ancienne école communale conserve un témoignage de l'Art nouveau puisqu'elle est ornée de sgraffites par Gabriel van Dievoet.

## Héraldique
|  | La commune possède des armoiries qui lui ont été octroyées le 1er février 1947 et à nouveau le 13 octobre 1987. Elles sont identiques à celles des ducs d’Aremberg, derniers seigneurs à qui appartenait le village de 1691 à 1798. Le plus ancien sceau connu de Drogenbos date de 1295 et montre les armoiries de la famille Berthout, alors propriétaire du village. Sur les sceaux plus tard, on voit le saint patron, Saint-Nicolas. Ce n'est qu'au milieu du XVIIIe siècle que les armoiries d'Aremberg apparaissent sur les sceaux locaux. Blasonnement : De gueules à 3 quintefeuilles d'or. L'écu entouré par la chaîne de l'ordre de la Toison d'Or et placé sur un manteau de pourpre, tapissé d'hermine, avec des franges d'or ; le tout surmonté d'une couronne princière du Saint Empire romain germanique. (Traduction libre) Source du blasonnement : Heraldy of the World. |

|  | Blason simplifié. Blasonnement : De gueules à 3 quintefeuilles d'or. Source du blasonnement : Armorial des communes de la province du Brabant flamand. |

## Économie
Dès la fin du XIXe siècle, la proximité de l'économie de Bruxelles et du canal Bruxelles-Charleroi et du chemin de fer, a incité de nombreuses industries à venir s'établir.
En 1871 s'ouvre à Drogenbos une fabrique de produits chimiques. En 1877 est créée la Société de Produits Chimiques de Droogenbosch-lez-Ruysbroeck pour la production d'acide sulfurique, d'acide nitrique, de chlorure d’hydrogène. En 1928 elle fusionne avec d'autres industries chimiques sous le nom Union Chimique Belge , en 1961 UCB , qui deviendra UCB Pharma .
Jusque dans les années 1980, la plupart des cartons de bière que l'on trouvait en Belgique étaient fabriqués dans la commune.
Les ACEC - Ateliers de constructions électriques de Charleroi  produisaient à Drogenbos des machines électriques, mais ont fermé à la fin de 1988 . Les Papeteries Catala S.A , spécialisées dans le carton ondulé ont fait faillite en 2015 .
Aujourd'hui, diverses entreprises telles que Sytec ont pris le relais.
L'importance de l'industrie dans la commune a permis de conserver une imposition modérée.

## Vie politique

### Résultats des élections communales depuis 1976
| Partis                 | 10-10-1976 | 10-10-1976 | 10-10-1982 | 10-10-1982 | 9-10-1988 | 9-10-1988 | 9-10-1994 | 9-10-1994 | 8-10-2000 | 8-10-2000 | 8-10-2006 | 8-10-2006 | 14-10-2012 | 14-10-2012 | 14-10-2018 | 14-10-2018 |
| Votes / Sièges         | %          | 15         | %          | 15         | %         | 15        | %         | 15        | %         | 15        | %         | 15        | %          | 17         | %          | 17         |
| ---------------------- | ---------- | ---------- | ---------- | ---------- | --------- | --------- | --------- | --------- | --------- | --------- | --------- | --------- | ---------- | ---------- | ---------- | ---------- |
| PS                     | -          |            | 12,62      | 1          | -         |           | -         |           | -         |           | -         |           | -          |            | -          |            |
| L.B.                   | 53,83      | 10         | 59,39      | 11         | 81,9      | 13        | 78,19     | 13        | 80,46     | 13        | -         |           | -          |            | -          |            |
| Drogenbos Plus         | -          |            | -          |            | -         |           | -         |           | -         |           | 46,69     | 8         | -          |            | -          |            |
| Drogenbos Plus-LB      | -          |            | -          |            | -         |           | -         |           | -         |           | -         |           | 63,55      | 11         | 48,00      | 10         |
| SP                     | 19,13      | 2          | -          |            | -         |           | -         |           | -         |           | -         |           | -          |            | -          |            |
| RA-Udrt                | -          |            | 3,13       | 0          | -         |           | -         |           | -         |           | -         |           | -          |            | -          |            |
| SV-EL                  | 21,02      | 3          | 14,82      | 2          | -         |           | -         |           | -         |           | -         |           | -          |            | -          |            |
| VLVD                   | 6,02       | 0          | -          |            | -         |           | -         |           | -         |           | -         |           | -          |            | -          |            |
| GB-IC                  | -          |            | 10,04      | 1          | -         |           | -         |           | -         |           | -         |           | -          |            | -          |            |
| GS-EC                  | -          |            | -          |            | 18,1      | 2         | 21,81     | 2         | -         |           | -         |           | -          |            | -          |            |
| ACCENT                 | -          |            | -          |            | -         |           | -         |           | 19,54     | 2         | 11,86     | 1         | -          |            | -          |            |
| UF                     | -          |            | -          |            | -         |           | -         |           | -         |           | 41,45     | 6         | 36,45      | 6          | 28,40      | 5          |
| go 1620                | -          |            | -          |            | -         |           | -         |           | -         |           | -         |           | -          |            | 15,0       | 2          |
| Ecolo-Groen Drogenbos  | -          |            | -          |            | -         |           | -         |           | -         |           | -         |           | -          |            | 8,60       |            |
| Total des votes        | 3 466      | 3 466      | 3 392      | 3 392      | 3 186     | 3 186     | 2 997     | 2 997     | 2 920     | 2 920     | 3 035     | 3 035     | 2 802      | 2 802      | 2 723      | 2 723      |
| Participation %        |            |            |            |            | 88,23     | 88,23     | 87,84     | 87,84     | 87,95     | 87,95     | 90,46     | 90,46     | 84,73      | 84,73      | 85,40      | 85,40      |
| Votes blancs ou nuls % | 4,21       | 4,21       | 4,89       | 4,89       | 7,94      | 7,94      | 8,34      | 8,34      | 7,98      | 7,98      | 5,8       | 5,8       | 7,39       | 7,39       | 7,30       | 7,30       |

### Législature actuelle (2019 - 2024)
| Fonction          | Nom                | Compétence(s) |
| ----------------- | ------------------ | --- |
| Bourgmestre       | - Alexis Calmeyn   | - Enseignement, police/sécurité/ gardiens de la paix, plan d'action inondations, finances.                                                                                     |
| Premier échevin   | - Myriam Claessens | - Communication, information et participation affaires sociales, associations et tourisme, festivités et jeunesse.                                                             |
| Deuxième échevin  | - Nahyd Meskini    | - Affaires juridiques, bien-être animal, informatique et nouvelles technologies, économie locale, affaires européennes et internationale, culture, affaires civiles, finances. |
| Troisième échevin | - José Lefever     | - Sports, mobilité, environnement, environnement public et propreté, aménagement du territoire.                                                                                |
| Quatrième échevin |                    | . |

## Personnalités natives de Drogenbos
- Charles Théodore de Bavière (1724-1799), électeur palatin.
- Guillaume Wittouck (1749-1829), jurisconsulte et haut magistrat.
- Jo-El Azara, auteur de bande dessinée né en 1937.
- Félix De Boeck (1898-1995), peintre.
- Gaëlle Garcia Diaz (1988), vidéaste et créatrice d'une marque de cosmétique.
- Gilles Alpen - Scylla  (1980) Artiste musical et Poète moderne.

## Célébrités habitant Drogenbos
- Tomislav Dretar (1945), écrivain.
- Jo-El Azara (1937-2023), auteur de bande dessinée.